# Hazel Park (Michigan)
Hazel Park est une ville située dans l’État américain du Michigan. Elle est une banlieue de Détroit, dans le comté d'Oakland. Selon le recensement de 2010, sa population est de 16 422 habitants.

## Personnalités
- Steve Fraser (1958-), champion olympique de lutte gréco-romaine en 1984.